# Pichangatti
Das Pichangatti (Handmesser) ist ein Messer der Stämme aus der Region Kodagu (Coorg) im Süden Indiens.

## Geschichte
Das Pichangatti wird an der Körpervorderseite, im selben Gürtel getragen wie das Ayudha Katti. Es dient weniger als Waffe, sondern eher als Allzweckmesser, ähnlich wie unsere Taschenmesser.

## Beschreibung
Das Pichangatti hat eine breite, schwere, einschneidige Klinge, die etwa 20 cm lang ist. An der Spitze ist sie im Rückenbereich angeschliffen, ähnlich wie beim Bowiemesser. Der Heft (Griff) besteht aus Holz oder Horn und hat am Ende einen Knauf in Form einer Kugel. Die Griffschalen werden durch Nieten am Griff gehalten und der Griff ist oft mit Metallbeschlägen verziert. Die Scheide ist aus Leder oder Holz gefertigt und ebenfalls oft mit Metallbeschlägen aus Messing oder Silber verziert. An der Scheide sind oft kleine Kettchen aus Messing oder Silber befestigt, an denen kleine Werkzeuge wie Ohrenreiniger, Nagelreiniger und eine Pinzette hängen.